# Infantele Francisco de Paula al Spaniei
Infantele Francisco de Paula al Spaniei (Francisco de Paula de Borbón), (n. 10 martie 1794, Aranjuez, Spania – d. 13 august 1865, Madrid, Noua Castilie⁠(d), Spania) a fost cel mai mic fiu al regelui Carol al IV-lea al Spaniei și a soției sale, Maria Luisa de Parma.

## Copilărie

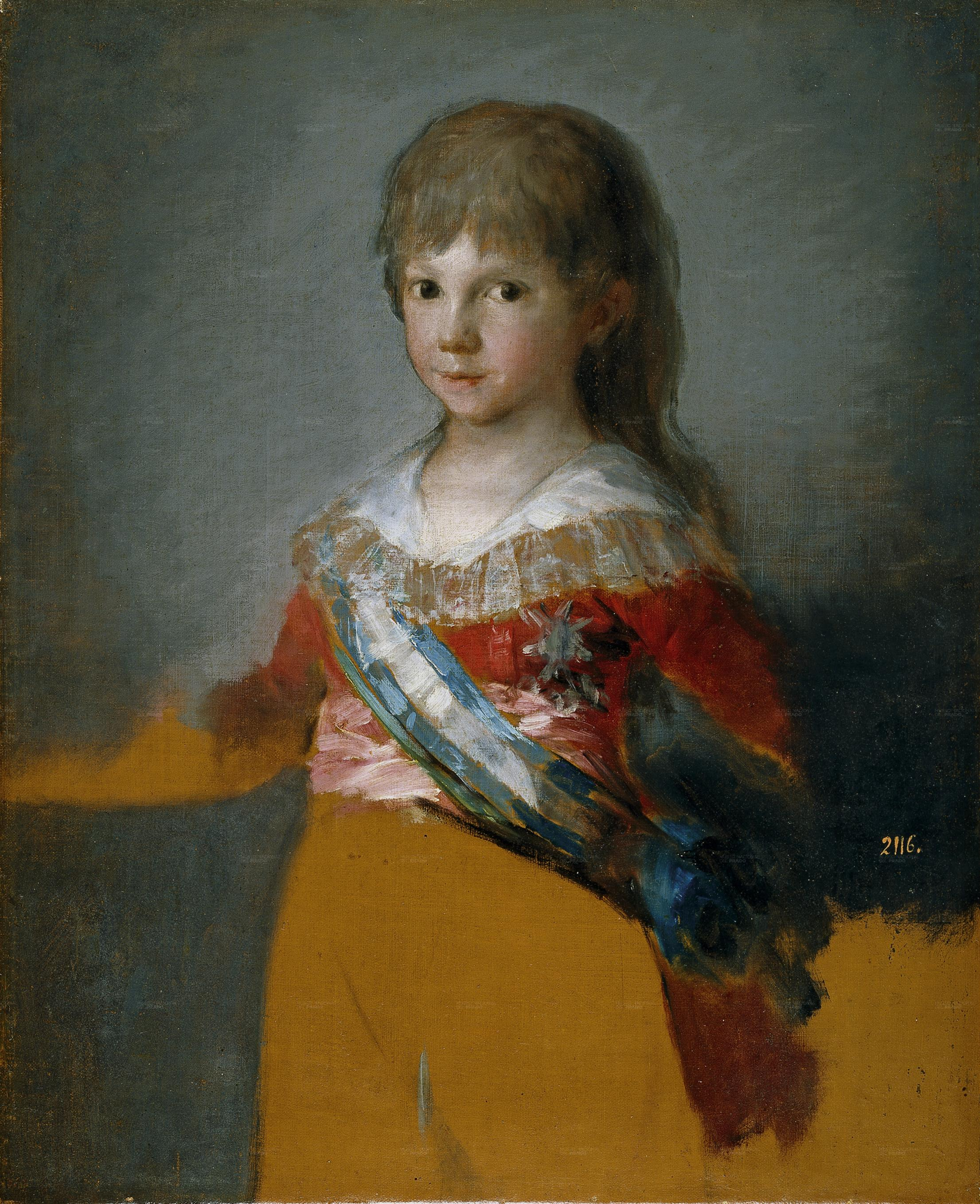
Infantele francisco de Paula de Francisco de Goya

Născut la 10 martie 1794 la Palatul regal Aranjuez, Infantele Francisco de Paula a fost al 14-lea copil al regelui Carol al IV-lea al Spaniei (1748–1819) și a soției sale, Maria Luisa de Parma (1751–1819), o nepoată a regelui Ludovic al XV-lea al Franței. El a primit numele de Francisco de Paula Antonio Maria.
Părinții săi se căsătoriseră cu 29 de ani mai înainte și Francisco de Paula a fost ultimul copil al cuplului. Ca cel mai mic copil într-o familie numeroasă, el a fost favoritul mamei sale. Tatăl său, regele Carol al IV-lea, avea o pasiune pentru vânătoare și pentru colecții de ceasuri și era puțin interesat de treburile politice. El a deținut un rol pasiv în conducerea propriului regat, lăsând guvernul soției sale și a prim-ministru Manuel Godoy.
Regina Maria Luisa l-a dominat pe rege. Lipsită de perspicacitatea politică necesară pentru a deține puterea pe cont propriu, Maria Luisa a încredințat conducerea guvernului lui Godoy, care a crescut în importanță foarte mult.. Zvonurile de la curte atribuiau paternitatea lui Francisco de Paula și a surorii sale Maria Isabel, nu regelui ci lui Godoy. Totuși, istoricii și biografii recenți au găsit că aceste bârfe nu puteau fi dovedite și erau puțin probabile.
Copil fiind, Francisco de Paula a fost blond cu ochi căprui și cu o expresie simpatică. În primăvara anului 1800, la vârsta de șase ani, el a fost pictat cu familia sa de Francisco Goya în portretul Carol al IV-lea al Spaniei și familia sa.
Educația lui Francisco de Paula a fost diferită de cea oferită celor doi frați mai mari Ferdinand, Prinț de Asturia și Infantele Don Carlos. Planul de studii a fost inspirat de teoriile pedagogice ale lui Johann Heinrich Pestalozzi. Încercând să pună în aplicare acest sistem de învățământ în întreaga Spanie, Godoy a convins cuplul regal să-l aplice și fiului lor cel mai mic. Deși părinții lui i-au destinat lui Francisco de Paula să urmeze o carieră în marina spaniolă, educația infantelui a fost întreruptă brusc de intervenția lui Napoleon în Spania.
Sub pretextul de a rezolva diferendele dintre Carol al IV-lea și fiul său cel mare, Ferdinand al VII-lea, care a preluat guvernarea după revolta de la Aranjuez, Napoleon i-a invitat pe tatăl și pe fiu la o întâlnire în Bayonne, Franța, punând presiune pe amândoi să renunțe la coroana spaniolă pentru el. După atingerea obiectivului său, Napoleon a dat Spania fratelui său Joseph Bonaparte și a ordonat membrilor familiei regale spaniole să plece în exil în afara țării.

## Exilul
Pentru următorii șase ani toți membrii familiei regale spaniole au trăit în exil. Ferdinand al VII-lea, fratele său Infantele Don Carlos și unchiul lor, Infantele Don Antonio, au stat sub supraveghere atentă la Château de Valençay. Francisco de Paula, încă un adolescent, a fost singurul copil căruia i s-a permis să-și însoțească părinții în exil în Franța.
Regele Carlos al IV-lea, regina și infantele Francisco de Paula, urmați întotdeauna de Godoy, au fost instalați la Château de Compiègne la nord-est de Paris. Căutând un climat mai cald, ei s-au mutat în octombrie 1808 la Marsilia. Au petrecut următorii patru ani acolo, în condiții din ce în ce tensionate. Sora infantelui, regina Etruriei, a fost închisă într-o mănăstire la Roma de către Napoleon. Pentru a fi mai aproape de ea, părinții lui Francisco de Paula s-au mutat împreună cu fiul lor la Roma în iulie 1812. S-au stabilit la Palazzo Borghese. În timpul celor O Sută de Zile care au urmat după evadarea lui Napoleon din insula Elba, Murat, care a devenit rege al Neapole din 1808 a mers la Roma în numele împăratului. Familia a fugit la Verona. După înfrângerea finală a lui Napoleon, familia regală s-a mutat din nou la Palazzo Barberini din Roma.
În timp ce era în exil, educația lui Francisco de Paula a fost neglijată. Godoy, care împărțea aceeași casă cu familia regală demisă, i-a predat câteva lecții. La Roma, părinții lui Francisco de Paula au încercat să-l îndrepte spre o carieră în Biserică. El a purtat haine religioase de zi cu zi și Papa s-a oferit să-l facă cardinal. Cu toate acestea Francisco de Paula nu a avut nici o înclinație reală pentru viața clericală.
Infantele a părăsit Roma la 22 noiembrie 1816. La Lyon în drum spre Spania, Francisco de Paula a devenit implicat într-un scandal care a deraiat călătoria. S-a descoperit că el și-a luat ca iubită amanta unuia dintre slujitorii lui, care a profitat financiar de situație. Infantele a cerut iertare. Ferdinand al VII-lea și-a iertat fratele dar a întârziat revenirea sa la Madrid, cerându-i să mai petreacă timp la alte curți europene. Următoarele șaptesprezece luni, infantele a vizitat Paris, Bruxelles, Amsterdam, Frankfurt, Berlin, Weimar, Leipzig, Dresda, Praga și Viena. Au existat planuri de căsătorie cu prințesa de Saxonia. În decembrie 1817, Carlos al IV-lea i-a propus lui Francisco să se căsătorească cu una din fetele gemene ale regelui Bavariei. Niciunul din aceste două proiecte nu s-a finalizat. Infantele a vrut să se căsătorească cu nepoata lui, Maria Luisa Carlota de Parma, pe atunci în vârstă de 14 ani. Mama prințesei, Maria Luisa, s-a opus căsătoriei considerând că fratele ei în vârstă de 22 de ani era prea necugetat pentru fiica ei. În martie 1818, Ferdinand al VII-lea, presat de soția sa Isabel de Braganza, a ordonat ca fratele său să se întoarcă în Spania.

## Duce de Cadiz

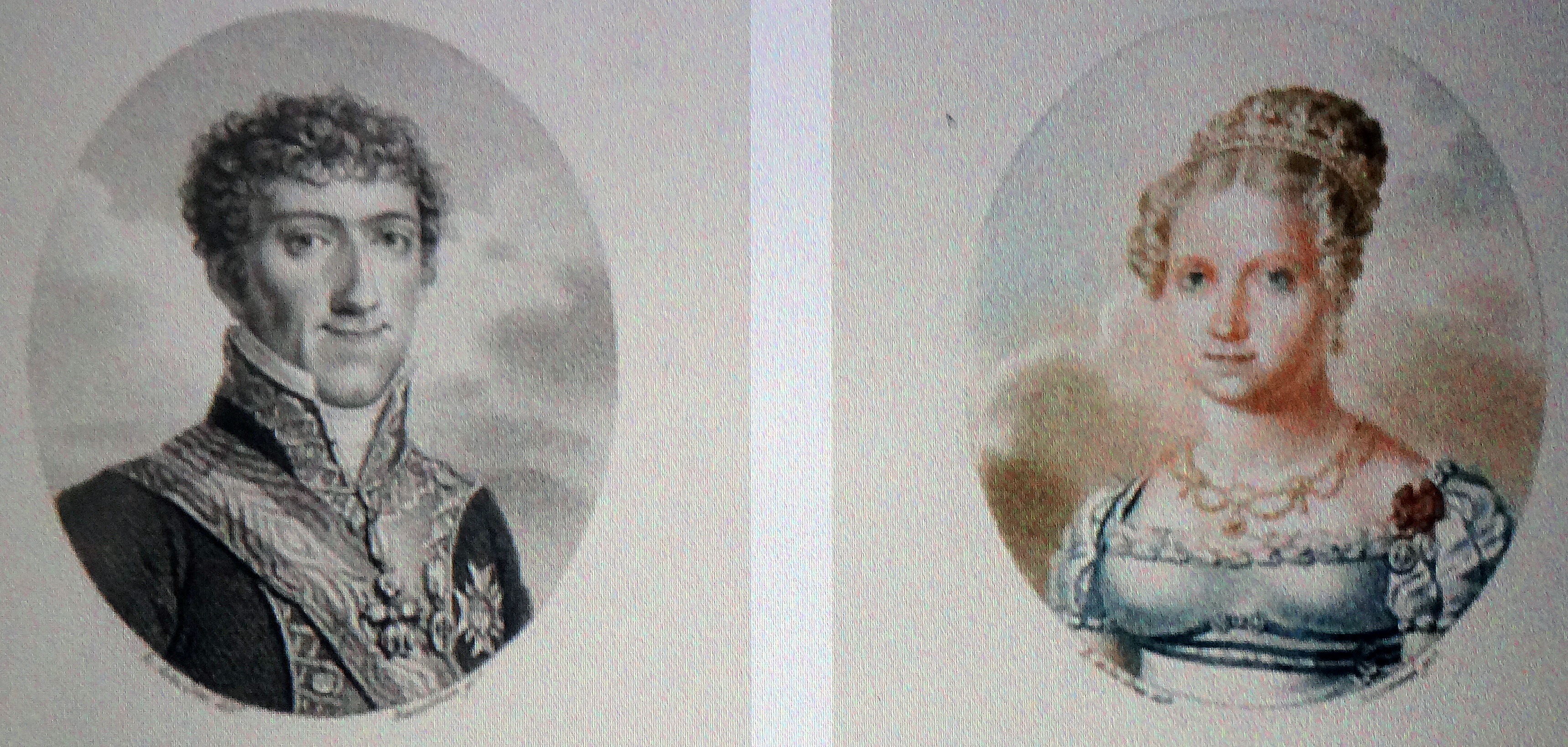
Infantele Francisco de Paula și soția sa Prințesa Luisa Carlota de Bourbon-Două Sicilii

Infantele Francisco de Paula s-a întors în Spania în aprilie 1818. Ferdinand al VII-lea nu a permis fratelui său să ocupe o poziție de comandă în armara spaniolă așa cum și-ar fi dorit Francisco, însă l-a acoperit cu onoruri și privilegii. Infantele a primit titlul de Duce de Cadiz și făcut Cavaler a ordinelor de Santiago, Calatrava, Alcantara și Montesa, și a primit mari proprietăți în Spania. A primit ordinul francez al Sfântului Sprit și a fost numit membru de onoare a Academiei Regale de Arte.
Ca Infante Francisco s-a stabilit la Palatul regal. Tatăl său, cu puțin înainte să moară, a negociat căsătoria lui Francisco cu nepoata sa, Prințesa Luisa Carlotta de Neapole și Sicilia. Acest lucru s-a petrecut cu consimțământul lui Ferdinand al VII-lea. Luisa Carlotta era fiica cea mare a regelui Francisc I al celor Două Sicilii și a Maria Isabel a Spaniei, sora infantelui Francisco. Cuplul s-a căsătorit prin procură la 15 aprilie 1819. La 14 mai, Luisa Carlotta a ajuns la Barcelona. Nunta a avut loc la 9 iunie 1819 la Palatul regal din Madrid. Francisco de Paula avea 25 de ani iar Luisa Carlotta numai 15. Ea era plină de viață, plină de duh, cu o voință puternică, temperată și ambițioasă. Luisa Carlotta și-a dominat rapid soțul, a câștigat inima regelui, și a început să nască copii cărora li sa acordat rangul și statutul de infanți ai Spaniei. Între 1820 și 1834 cuplul a avut unsprezece copii. Familia a locuit într-o aripă a palatului regal din Madrid și, de asemenea, a petrecut perioade de timp la palatele din La Granja, Aranjuez și Sevilla.

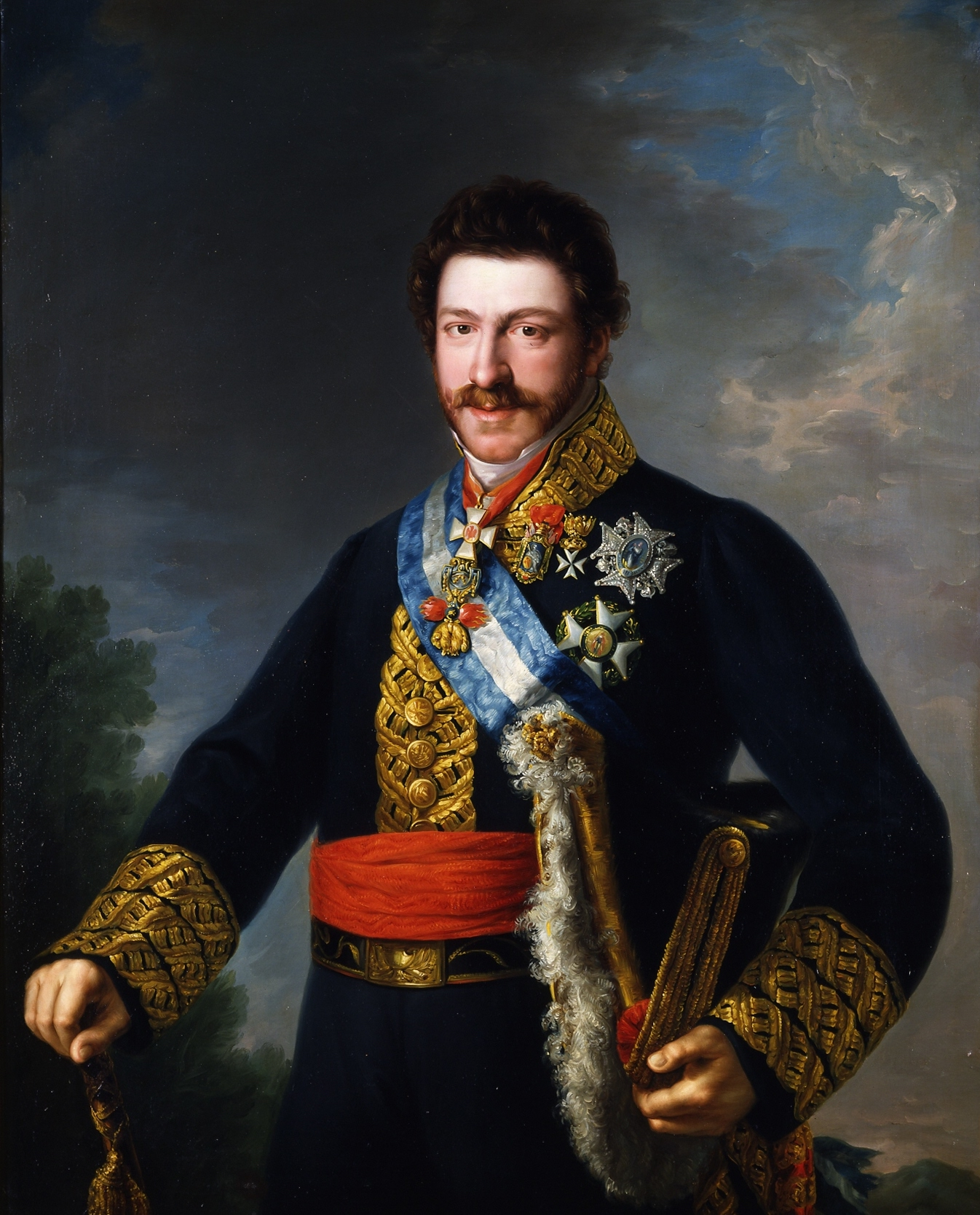
Infantele Francisco de Paula al Spaniei

Poziția lui Francisco de Paula și a soției sale la curte era, totuși, una modestă. Infantele era al cincilea în linia de succesiune - după fratele său Don Carlos și cei trei fii ai lui Don Carlos. Sperând să aibă descendenți, Ferdinand al VII-lea, care nu avea copii de la primele două soții, s-a căsătorit pentru a treia oară, la patru luni după nunta lui Francisco. În timpul anilor 1820 Spania a fost o țară în criză politică permanentă, care s-a confruntat cu dificultăți economice. Economia a fost devastată în timpul războiului de independență din Franța și de pierderea coloniilor spaniole din America continentală. Tensiunile politice constante între liberali și conservatori au continuat. În această luptă politică, Francisco de Paula, recunoscător, loial și subordonat fratelui său regele, a sprijinit politicile conservatoare ale lui Ferdinand al VII-lea. Cu toate că punctele de vedere politice ale infantelui au fost moderate, partidul ultra-regalist de la curte îl privea ca un liberal.
Cu o personalitate placidă, infantele Francisco de Paula a fost mai interesat de artă decât de politică. Infantelr care în copilărie a primit lecții de desen de la un pictor de curte, miniaturistul Antonio Carnicero, a fost el însuși un pictor amator. Unele dintre lucrările sale au supraviețuit. Până în 18-8 când a fost forțat să părăsească Spania într-un nou exil, a primit lecții de muzică de la Pedro Anselmo Marchal și lecții de vioară de la Francesco Vaccari. De asemenea, infantele avea o bună voce de bass. Camerele sale de la palatul regal erau un loc de întâlnire pentru muzicieni și cântăreți.
Din tinerețe până la sfârșitul vieții sale, Francisco de Paula a adunat o colecție vastă de muzică, care a inclus aproape 700 de note. Această colecție, achiziționată de Biblioteca Națională a Spaniei, a fost păstrată până în zilele noastre. Când Ferdinand al VII-lea a creat Conservatorul regal din Madrid în 1830, infante a fost făcut membru de onoare.

## Lupte politice, exilul și ultimii ani

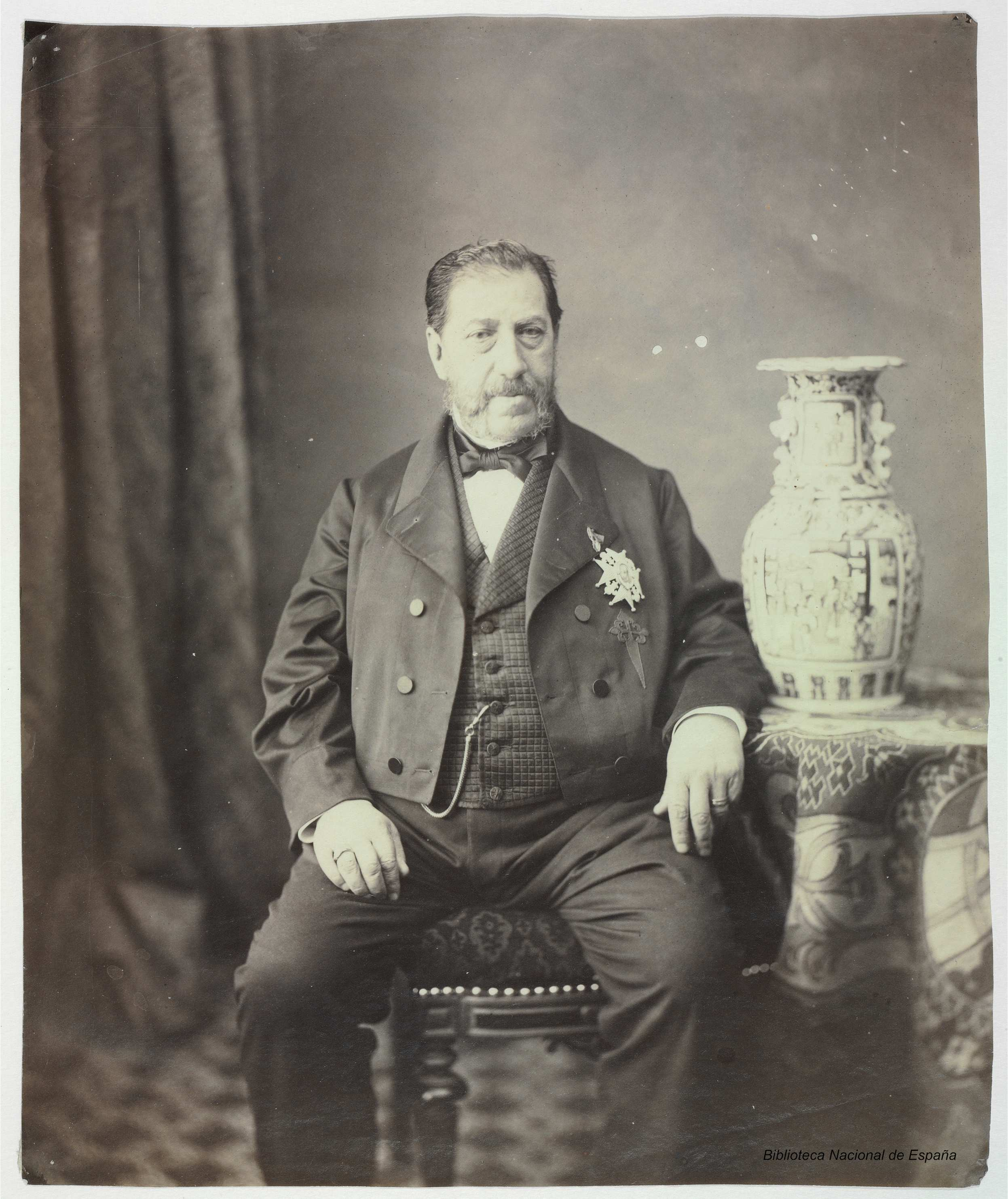
Infantele Francisco de Paula (fotografie făcută de Infantele Sebastian)

Regele Ferdinand al VII-lea a rămas fără copii în timpul anilor 1820. Cea de-a treia soție, Maria Josepha de Saxonia era stearpă. Era de așteptat ca cel de-al doilea frate, Infantele Carlos, să-i succeadă. Religios și conservator, Don Carlos era căsătorit cu infanta portugheză Maria Francisca de Braganza. Cuplul avea trei fii. Infantele Francisco de Paula a susținut punctele de vedere politice absolutiste ale fratelui său chiar dacă propriile puncte de vedere erau liberal moderate, însă energica sa soție l-a târât în mod constant în lupte politice interminabile.
Luisa Carlotta, deși în mod constant însărcinată, a fost băgăcioasă și cu un interes deosebit în treburile de stat. Cum ea a avut o ranchiună împotriva Mariei Francisca și a surorii Mariei Francisca, Maria Teresa, Printesă de Beira (văduva vărului lui Francisco de Paula, a Infantelui Pedro Carlos), Luisa Carlotta era determinată să evite ca Don Carlos să devină succesorul regelui Ferdinand al VII-lea după moartea acestuia.
Oportunitatea a apărut odată cu decesul reginei Maria Josepha în mai 1829. Aflată în termeni buni cu cumantul ei, Luisa Carlotta l-a convins pe rege să se căsătorească cu sora ei, Maria Christina a celor Două Sicilii. Nunta a avut loc în decembrie în același an. Cuplul a avut două fiice, dintre care fiica cea mare, Isabella, a devenit prințesă moștenitoare grație intervenției Luisei Carlotta. Don Carlos și familia acestuia s-au opus schimbărilor în linia de succesiune și au trebuit să părăsească țara. Ferdinand al VII-lea a murit la scurt timp, la 29 septembrie 1833.
La ascensiunea pe tronul spaniol a Isabelei a II-a, în vârstă de trei ani, sub regența reginei Maria Christina, Infantele Francisco de Paula a fost dezamăgit că nu a fost inclus în noul guvern. La trei luni după moartea lui Ferdinand al VII-lea, Maria Christina s-a căsătorit morganatic cu un sergent din garda regală. Luisa Carlotta s-a certat cu sora ei în legătură cu această căsătorie. În câteva luni, Don Francsico și soția lui au început să conspire împotriva regentei cu sprijinul liberalilor. Spania a fost aruncată în criză cum Don Carlos și adepții săi ultra-regaliști au încercat să preia puterea prin forță, acest lucru ducând la declanșarea unui război civil (1833-1839).
Maria Christina s-a menținut la putere cu ajutorul moderaților. Ea și-a pierdut încrederea în ambițioasa ei soră și atunci când, în 1837 Don Francisco a pretins un loc în Senat, Maria Christina a refuzat să aprobe numirea sa. Acest lucru a cimentat dușmănia dintre Luisa Carlotta și sora ei, regina regentă. Relația lor nu s-a mai recuperat niciodată. În următorii cinci ani Francisco de Paula și soția sa au intrigat împotriva Mariei Christina, subminându-i puterea. Din cauza acestor intrigi politice Maria Christina a ordonat Infantelui Francisco și familiei sale să se mute în străinătate.
În primăvara anului 1838 Infantele Francisco de Paula, soția și copii săi s-au stabilit în exil în Franța însoțiți de secretarul particular al Infantelui, contele de Parcent. Ei au deținut o poziție importantă la curtea regelui Louis Philippe al Franței, a cărui soție, regina Maria Amalia, era mătușa Infantei Luisa Carlotta. Ducesa de Dino care l-a cunoscut pe Don Francisco de Paula și familai acestuia la curtea franceză i-a descris astfel: "Infanta este foarte corectă, cu o față care, deși spălată, este totuși aspră, cu un mod dur de a vorbi. Deși a fost foarte politicoasă m-am simțit foarte rău cu ea. Soțul ei este roșcat și urât, și întregul trib de mici infanți, băieți și fete, sunt extrem de detestabili".
Între timp în Spania regenta Maria Cristina a fost forțată să renunțe la regență și a plecat în exil în Franța în 1840. Căderea de la putere a Mariei Cristina a deschis oportunitatea pentru Infantele Francisco de Paula de a se întoarce în Spania. Odată ajunși în Spania, cuplul a sperat să exercite influență asupra noii regine și au făcut planuri de a o căsători pe Isabella a II-a și pe sora ei, Infanta Luisa Fernanda cu fiii lor, Infanții Don Francisco de Asís și Don Enrique.

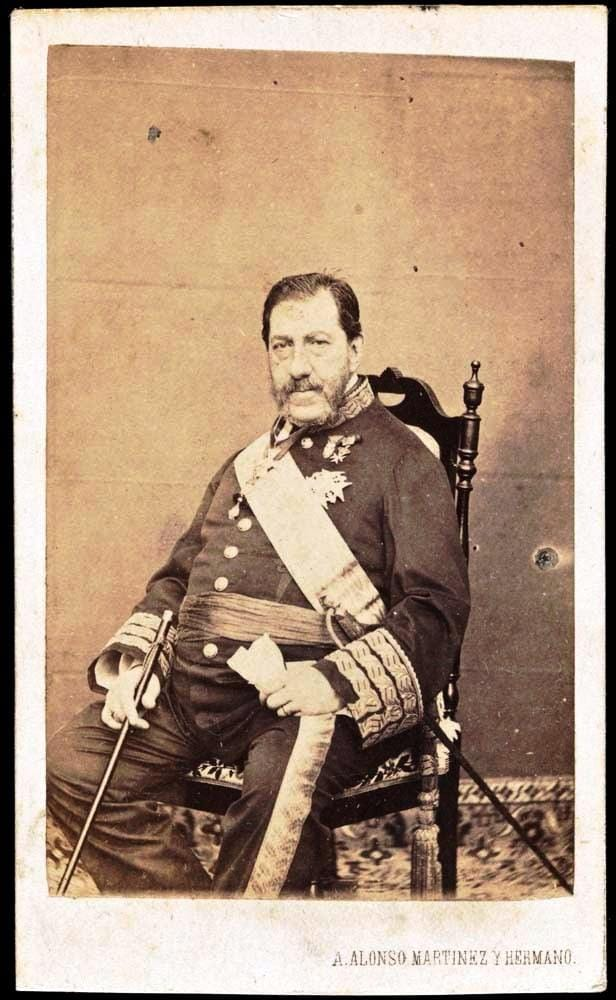
Infantele Francisco de Paula al Spaniei în ultimii ani

La 29 ianuarie 1844, Luisa Carlotta a murit brusc de rujeolă, la vârsta de 39 de ani. Infantele și-a dorit să se recăsătorească și a cerut-o pe cumnata și nepoata lui, Prințesa Maria Carolina de Bourbon-Două Sicilii, însă planul s-a fructificat. Și-a reînnoit planul de a-și căsători nepoatele cu fiii săi, însă nu a avut succes. Sub presiunea diplomației franceze, Maria Cristina, care personal îl displăcea pe nepotul ei Francisco de Asis, a acceptat căsătoria dintre regina Isabella cu vărul ei. Antoine, Duce de Montpensier, fiul cel mic al regelui Louis Philippe al Franței, a fosr ales pentru a fi soțul Infantei Luisa Fernanda. Respinsul Don Enrique a fost implicat într-o conspirație și a trebuit să plece în exil.
Cum fiul său Francisco de Asis a devenit rege consort la 10 octombrie 1846, poziția lui Francisco de Paula la curte a crescut în importanță. El era plăcut de Isabella a II-a și de una din fiicele lui, Infanta Josepha, care a devenit prietenă bună cu regina. Totuși, mariajul dintre fiul și nepoata sa nu a fost unul fericit. În 1849, Infantele Francisco de Paula a încercat să intervină să-i împace pe cei doi soți. El s-a situat de partea reginei, dat pentru că, în același timp, el a sugerat formarea unui cabinet cu membri ai Partidului Progresist, guvernul moderat l-a expulzat din Spania. În 1850 i s-a permis să se întoarcă.
Întors în Spania, Infantele Francisco de Paula a fost implicat într-un scandal. El a fost găsit jucând jocurile sexuale cu două femei în timp ce era legat la ochi. În cele din urmă, la vârsta de 58 de ani, la 19 decembrie 1852, la Madris, Francisco de Paula s-a căsătorit morganatic cu eresa de Arredondo y Ramirez de Arellano. Ea era o bună dansatoarea, vârsta este necunoscută însă era mult mai tânără decât soțul ei.
Cuplul a avut un fiu, Ricardo María de Arredondo, născut la o săptămână după nuntă, la 26 decembrie 1852. Copilului nu i s-a permis să poarte numele de Bourbon și a primit titlul de Duce de San Ricardo de la Isabella a II-a în 1864. El a primit numele de Francisco de Paula Antonio Maria. Al doilea mariaj a duart 12 ani și a fost unul fericit. În scrisori și documente Infantele a lăudat devotamentul soției sale. Au trăit o viață discretă la palatul San Juan. La mai puțin de un an după decesul celei de-a doua soții, Infantele Francisco de Paula a murit de cancer de colon la 13 august 1865. Și-a dorit să fie înmormântat la biserica San Francisco însă a fost înmormântat la Escorial datorită rangului său.

## Căsătorie și copii
Francisco de Paula s-a căsătorit la 12 iunie 1819 la Madrid cu nepoata sa, Prințesa Luisa Carlotta de Neapole și Sicilia, fiica lui Francisc I al celor Două Sicilii și a Mariei Isabel a Spaniei. Ei au avut 11 copii:
- Francisco de Asis de Borbón, Infante al Spaniei (n. 6 mai 1820, d. 15 noiembrie 1821)
- Isabel de Borbón, Infantă a Spaniei (n. 1821, d. 1897): căsătorită cu Contele Ignaz Gurowski
- Francisco de Asis de Borbón, Duce de Cádiz, rege-consort al Spaniei (n. 13 mai 1822, d. 16 aprilie 1902). Soțul reginei Isabela a II-a
- Enrique Maria Fernando de Borbón, Duce de Sevilla (n. 17 aprilie 1823, d. 1870); căsătorit morganatic cu Elena de Castellvi y Shelly-Fernandez de Cordova
- Luisa de Borbón, Infantă a Spaniei (n. 11 iunie 1824, d. 27 decembrie 1900); căsătorită cu José Maria Osorio de Moscoso, Duque de Sessa
- Duarte Felipe de Borbón, Infante al Spaniei (n. 4 aprilie 1826, d. 22 octombrie 1830)
- Josefina de Borbón, Infantă a Spaniei (n. 1827, d. 1920); căsătorită cu José Güell y Rente
- Teresa de Borbón, Infantă a Spaniei (n. 1828, d. 1829)
- Fernando de Borbón, Infante al Spaniei (n. 15 aprilie 1832, d. 17 iulie 1854)
- Maria Cristina de Borbón, Infantă a Spaniei (n. 1833, d. 1902); căsătorită cu Infantele Sebastian al Portugaliei și Spaniei
- Amelia de Borbón, Infantă a Spaniei (n. 12 octombrie 1834, d. 27 august 1905); căsătorită cu Prințul Adalbert de Bavaria

Infantele Francisco de Paula s-a căsătorit morganatic la 19 decembrie 1852 cu Teresa de Arredondo y Ramirez de Arellano. Ei au avut un fiu:
- Ricardo María de Arredondo (1852–1872), Dude de San Ricardo. A murit de tânăr, necăsătorit.